# Доктор біологічних наук
Доктор біологічних наук — вищий науковий ступінь у галузі біологічних наук. В Україні існує два наукових ступені: «доктор наук» та «кандидат наук». Доктор наук — вищий науковий ступінь, присуджується на підставі захисту докторської дисертації, яка являє собою сукупність результатів, що розв'язують важливу наукову або науково-прикладну проблему. Захист дисертації відбувається на відкритому засіданні спеціалізованої вченої ради, що складається з докторів наук, яким Міністерством освіти і науки України надано право розглядати дисертації з певної спеціальності.

## Порядок присудження наукового ступеня
Порядок присудження наукового ступеня «доктор наук» визначено Постановою Кабінету Міністрів України.
Науковий ступінь доктора наук присуджується спеціалізованою вченою радою на підставі прилюдного захисту дисертації особою, яка має науковий ступінь кандидата наук, і затверджується Міністерством освіти і науки України з урахуванням висновку відповідної експертної ради.
Докторський ступінь є достатнім, щоб у вищих навчальних закладах посісти місце професора. Докторський ступінь країн СНД і більшості країн Заходу кардинально відрізняється. Ступінь Ph.D. (доктор філософії) приблизно еквівалентний ступеню кандидата наук.

## Спеціальності, за якими присуджується науковий ступінь «Доктор біологічних наук»
У галузі «Біологічні науки» науковий ступінь доктора біологічних наук присуджується за спеціальностями:
- 03.00.01 — радіобіологія;
- 03.00.02 — біофізика;
- 03.00.03 — молекулярна біологія;
- 03.00.04 — біохімія;
- 03.00.05 — ботаніка;
- 03.00.06 — вірусологія;
- 03.00.07 — мікробіологія;
- 03.00.08 — зоологія;
- 03.00.09 — імунологія;
- 03.00.10 — іхтіологія;
- 03.00.11 — цитологія, клітинна біологія, гістологія;
- 03.00.12 — фізіологія рослин;
- 03.00.13 — фізіологія людини і тварин;
- 03.00.14 — біологія розвитку;
- 03.00.15 — генетика;
- 03.00.16 — екологія;
- 03.00.17 — гідробіологія;
- 03.00.18 — ґрунтознавство;
- 03.00.19 — кріобіологія;
- 03.00.20 — біотехнологія;
- 03.00.21 — мікологія;
- 03.00.22 — молекулярна генетика;
- 03.00.24 — ентомологія;
- 03.00.25 — паразитологія, гельмінтологія.

У галузі «Хімічні науки» науковий ступінь доктора біологічних наук присуджується за спеціальністю
- 02.00.10 — біоорганічна хімія.

У галузі «Технічні науки» науковий ступінь доктора біологічних наук присуджується за спеціальностями:
- 05.01.04 — ергономіка;
- 05.24.04 — кадастр та моніторинг земель.

У галузі «Сільськогосподарські науки» науковий ступінь доктора біологічних наук присуджується за спеціальностями:
- 06.01.11 — фітопатологія;
- 06.03.01 — лісові культури та фіто меліорація;
- 06.03.03 — лісознавство і лісівництво.

У галузі «Медичні науки» науковий ступінь доктора біологічних наук присуджується за спеціальностями:
- 14.01.07 — онкологія;
- 14.01.14 — ендокринологія;

814.01.31 — гематологія та трансфузіологія;
- 14.01.32 — медична біохімія;
- 14.02.01 — гігієна та професійна патологія;
- 14.03.01 — нормальна анатомія;
- 14.03.04 — патологічна фізіологія;
- 14.03.05 — фармакологія;
- 14.03.06 — токсикологія;
- 14.03.07 — фізіологічно активні сполуки;
- 14.03.11 — медична та біологічна інформатика і кібернетика.

У галузі «Національна безпека» науковий ступінь доктора біологічних наук присуджується за спеціальністю
- 21.02.03 — цивільний захист.